# Jane Stanley
Jane Stanley est une joueuse de football anglaise née le 13 avril 1964. Elle réalise une grande partie de sa carrière au Standard Fémina de Liège en Belgique.

## Palmarès
- Championne de Belgique (4) : 1990, 1991, 1992 - 1994
- Vainqueur de la Coupe de Belgique (2) : 1990 - 1995
- Doublé Championnat de Belgique-Coupe de Belgique (1) : 1990